# Dele Sosimi
Bamidele Olatunbosun Sosimi, conocido como Dele Sosimi, es un músico Nigeriano-Inglés nacido el 22 de febrero de 1963 en Londres.

## Biografía
La carrera de Dele empezó cuando se une con Fela Anikulapo Kuti Egypt 80 (1979-1986). A continuación, ha trabajado con el hijo de Fela, Femi Kuti, con el cual ha promovido y desarrollado la banda Positive Force (1986-1994). En estas dos bandas, Dele ha sido el director musical y pianista. Durante todo el periodo en el que Dele ha trabajado con Fela y su hijo Femi, Dele ha sido el responsable de la orquestación, de los arreglos musicales y también de la contratación y formación de nuevos músicos.
Como Fela puede ser considerado como el creador del Afrobeat, las raíces de Dele, en este campo son, por lo tanto, inmejorables.
La música de Dele es, de hecho, una compleja mezcla de Funk Grooves que se presta especialmente para el baile, de música tradicional de Nigeria que incluye el Highlife, de percusiones africanas y con destacados solos típicos del Jazz con los metales y demás instrumentos. Voces profundas y poderosas acompañan esta música tan rítmica.
Su trabajo como pianista con Fela se puede escuchar en diversos álbumes al igual que su trabajo con Femi. Además, Dele ha tocado, a menudo, con Tony Allen, el rey de la percusión en el Afrobeat.
Después de la publicación de su primer álbum en solitario Turbulent Times, Dele ha sido invitado a escoger los títulos para un recopilatorio de 3 CD llamado Essential Afrobeat (Universals Family Recordings, 2004). También ha sido coautor y productor de Calabash Volume I: Afrobeat Poems por Ikwunga, el poeta del Afrobeat (2004).
Dele ha sido uno de los iniciadores y uno de los pilares del proyecto Wahala. Dele puede ser también escuchado en el álbum Closer del rapero británico TY.
Además, es de destacar, que el título de Dele Turbulent Times ha sido escogido para el Afrobeat Sudan Aid Project (2006).
El álbum de Dele Identity ha sido descrito por la revista Songlines como “la obra culminante del líder de la música Afrobeat en Londres”.
Donde mejor se puede apreciar el potencial de Dele es en sus conciertos en directo quedando el público cautivo de un ambiente eléctrico.
Dele ha tocado en numerosos países y festivales.
Actualmente Dele reside en Londres donde también se dedica a la enseñanza del Afrobeat en el ámbito de su fundación Dele Sosimi Afrobeat Foundation y como profesor invitado en la London Metropolitan University.
Las actuaciones de Dele pueden presentarse con tres formaciones distintas: una con la orquestra compuesta por 15 miembros (músicos y bailarines), una banda de 6-9 músicos o el trío/cuarteto clásico de jazz con percusiones africanas.
Los músicos que acompañan a Dele son los mismos que graban con él en estudio o que actúan en el escenario

## Conexiones
- http://www.facebook.com/delesosimi
- https://web.archive.org/web/20090322194751/http://www.delesosimi.org/biography.php